# إسكانلوي سفلي
إسكانلوي سفلي هي قرية في مقاطعة خدا أفرين، إيران. عدد سكان هذه القرية هو 1,500 في سنة 2006.